# Kolonie Jamaica
De Kolonie Jamaica (Engels: Colony of Jamaica) was een kolonie van het Britse Rijk op het eiland Jamaica. De kolonie besloeg niet allen het eiland Jamaica maar ook de Kaaimaneilanden, de Turks- en Caicoseilanden (vanaf 1873), Brits-Honduras (tot 1862) dat later Belize zou gaan heten en de westkust van Honduras met bijbehorende eilanden. Tot 1872 was Spanish Town de hoofdstad, daarna nam Kingston deze functie over.

## Geschiedenis
De kolonie werd opgericht in 1655 toen de Engelsen het eiland, dat toen nog Santiago heette, op de Spanjaarden veroverden. Omdat Engeland in oorlog was met Spanje en omdat de kolonie geld nodig had om levensvatbaar te zijn, werd het tijdelijk een vrijhaven voor de kaapvaart en zou een grote rol spelen in de piraterij in de regio.
Een tweede pijler van de economie was de landbouw, met name de suikerteelt, die van Jamaica een welvarende kolonie maakten. Voor de plantages werden grote aantallen slaven uit Afrika naar het eiland gebracht. Er vonden meerdere grote slavenopstanden plaats en vele slaven vluchtten de binnenlanden in. Deze mensen werden de Marrons genoemd na meerdere oorlogen met hen plaats waarna de Marrons zelfbestuur kregen. Ook hierna zouden er slavenopstanden blijven plaatsvinden, tot aan de afschaffing van de slavernij in 1833.
In de twintigste eeuw kwam een burgerrechtenbeweging op gang onder de zwarte bevolking o.a. door Marcus Garvey. Ook ontstond op het eiland de Rastafari.

## Dekolonisatie
Vanaf 1958 maakte Jamaica deel uit van de West-Indische Federatie, maar deze federatie bleek geen succes en viel in 1962 uiteen waarna Jamaica onafhankelijk werd.